# Guy de Salvaing de Boissieu
Pour les autres membres de la famille, voir Salvaing de Boissieu.
Le baron Guy de Salvaing de Boissieu, né le 26 mai 1871 au château de Beire-le-Châtel en Côte-d'Or et décédé le 25 mai 1954 à Paris, était un officier et homme politique français.

## Biographie
Marie Joseph Édouard Guy de Salvaing de Boissieu était le fils du baron Arthur de Salvaing de Boissieu (1833-1873, avocat et journaliste légitimiste), et d’Isabelle Caroline Marie d'Aboville (fille du vicomte Auguste Ernest d'Aboville).
Sorti diplômé de Saint-Cyr, il commence sa carrière comme officier. Il donne sa démission en 1901 et se fixe au château de Tronjoly, à Gourin (dans le Morbihan), qui lui vient de son épouse Herminie Rouxel de Lescouët, fille de Joseph Rouxel de Lescouët et de Marthe de Carné. En 1902, il est élu député de Pontivy (Morbihan) et il est réélu en 1906. Il est de tendance catholique libérale. Au cours de ces deux législatures, Guy de Boissieu se montre particulièrement soucieux d'une saine gestion des deniers de l'État. Membre de la Commission des économies, il demande l'affichage du discours prononcé par Paul Doumer lors de la discussion de l'interpellation de Chaumet sur l'administration de la marine, propose la réduction du crédit affecté au personnel des bureaux des cultes et la mise en adjudication des chasses de l'État - car, en ce domaine, disait-il, « la République n'a pas à rivaliser avec les monarchies de l'Europe» - et réclame l'unification du matériel des chemins de fer d'intérêt local et des tramways.
Il prend part en 1903 à la discussion du projet de loi concernant la nomination aux grades de caporal et de brigadier, dépose, à l'occasion de la loi des finances de 1905, un amendement tendant à renvoyer après un an de service, les militaires mariés ou veufs avec enfants et soutiens de famille, s'inquiète, le 14 février 1909 du sort de la promotion entrée à l'École militaire de Saint-Cyr sous le régime de la nouvelle loi de recrutement du 17 juillet 1908, se préoccupe des conditions d'achat des chevaux de remonte, enfin interpelle le ministre de la Guerre le 17 février 1910 pour lui demander de régler avec équité les cas des officiers de l'armée coloniale désireux de permuter dans l'armée métropolitaine.
Battu aux élections de 1910, il se consacre alors aux organismes agricoles et est aussi maire de Gourin.
Mobilisé avec le grade de capitaine, il fut fait prisonnier, au cours d'une attaque le 16 juin 1915.
En 1902, il hérite de la marquise Élise de Préaulx du château de Bagnac à Saint-Bonnet-de-Bellac en Haute-Vienne. Aujourd'hui en ruine, il appartient à sa petite-fille.

### Sources
- Dictionnaire Révérend
- « Guy de Salvaing de Boissieu », dans le Dictionnaire des parlementaires français (1889-1940), sous la direction de Jean Jolly, PUF, 1960 [détail de l’édition]
- Jean Pascal, Les députés bretons de 1789 à 1983, 1983